# Hamoir (danseur)
Pour les articles homonymes, voir Hamoir (homonymie).
Jean Malter, dit Hamoir, est un danseur et directeur de théâtre né à une date inconnue et mort à Londres en novembre 1805. Il est l'un des derniers représentants de la dynastie des Malter, célèbre famille de danseurs du XVIIIe siècle.
Danseur figurant à la Comédie-Italienne de Paris durant la saison 1762-1763, Hamoir séjourne à Londres de 1765 à 1772. De retour à Paris l'année suivante, il est engagé comme premier danseur à la Comédie-Italienne de 1773 à 1777, tout en continuant à se produire de temps à autre sur les scènes londoniennes et à Dublin.
Maître de ballet au Théâtre des Variétés-Amusantes de 1779 à 1781, il y fait représenter Le Forgeron, La Place publique, Les Bostangis, La Fausse peur, Les Quakers, Les Jardins protégés par l'Amour et Les Ruses villageoises.
Dans un pamphlet intitulé Le Chroniqueur désœuvré, Mayeur de Saint-Paul décrit les trois frères Malter, qui dirigent ce théâtre : « Le second est un nommé Hamoir ; c'est un cabrioleur de province, qui serait mieux placé en voltigeant sur la corde chez Nicolet, qu'il ne l'est dans les détestables ballets qu'il a la fureur de décomposer ».
Hamoir devient ensuite maître de ballet et premier danseur comique à Bruxelles en 1783, en compagnie de son inséparable sœur Rosalie – qu'il fait souvent passer pour sa femme –, au Théâtre de la Monnaie ainsi qu'à celui du Parc, pour lequel il fait tous les ballets.
De retour en Angleterre en 1785, Hamoir s'installe comme professeur de danse à Birmingham et se produit encore à Londres jusqu'en 1791. Sa dernière création connue est L'Heureux Naufrage, ballet « dans le style écossais » représenté au King's Theatre en juillet 1796.